# 駐日アゼルバイジャン大使館

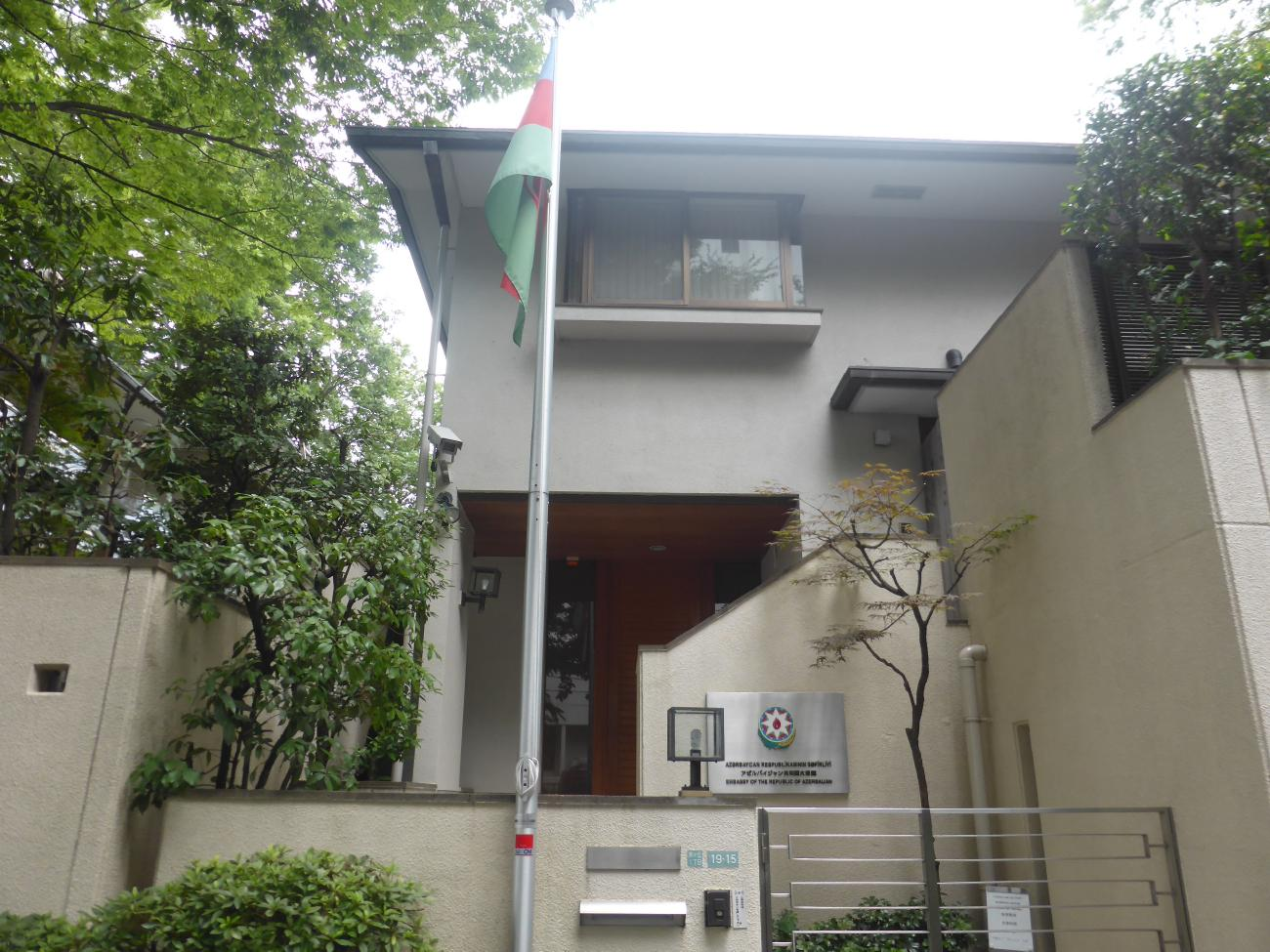
アゼルバイジャン国旗

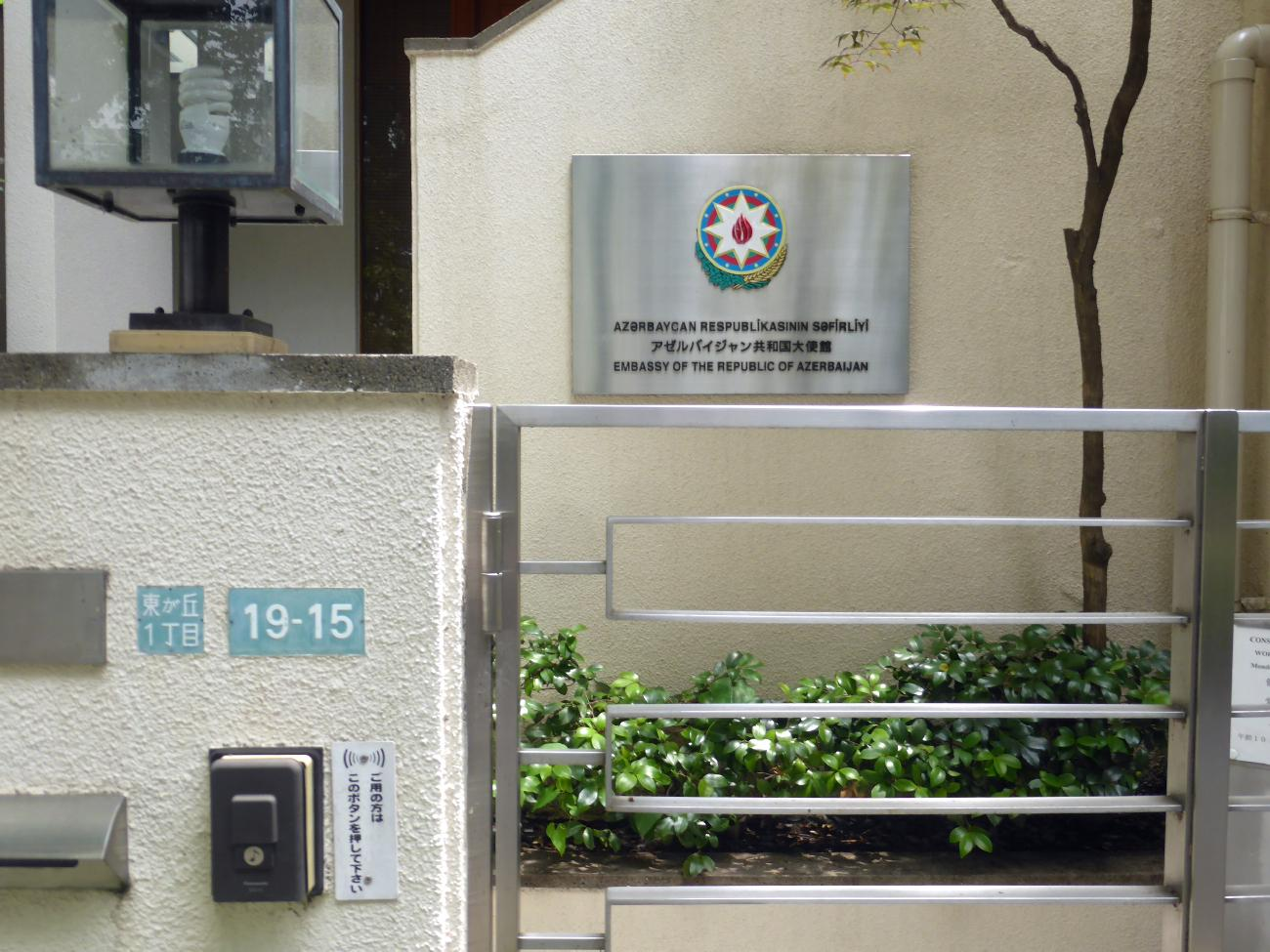
アゼルバイジャン大使館表札

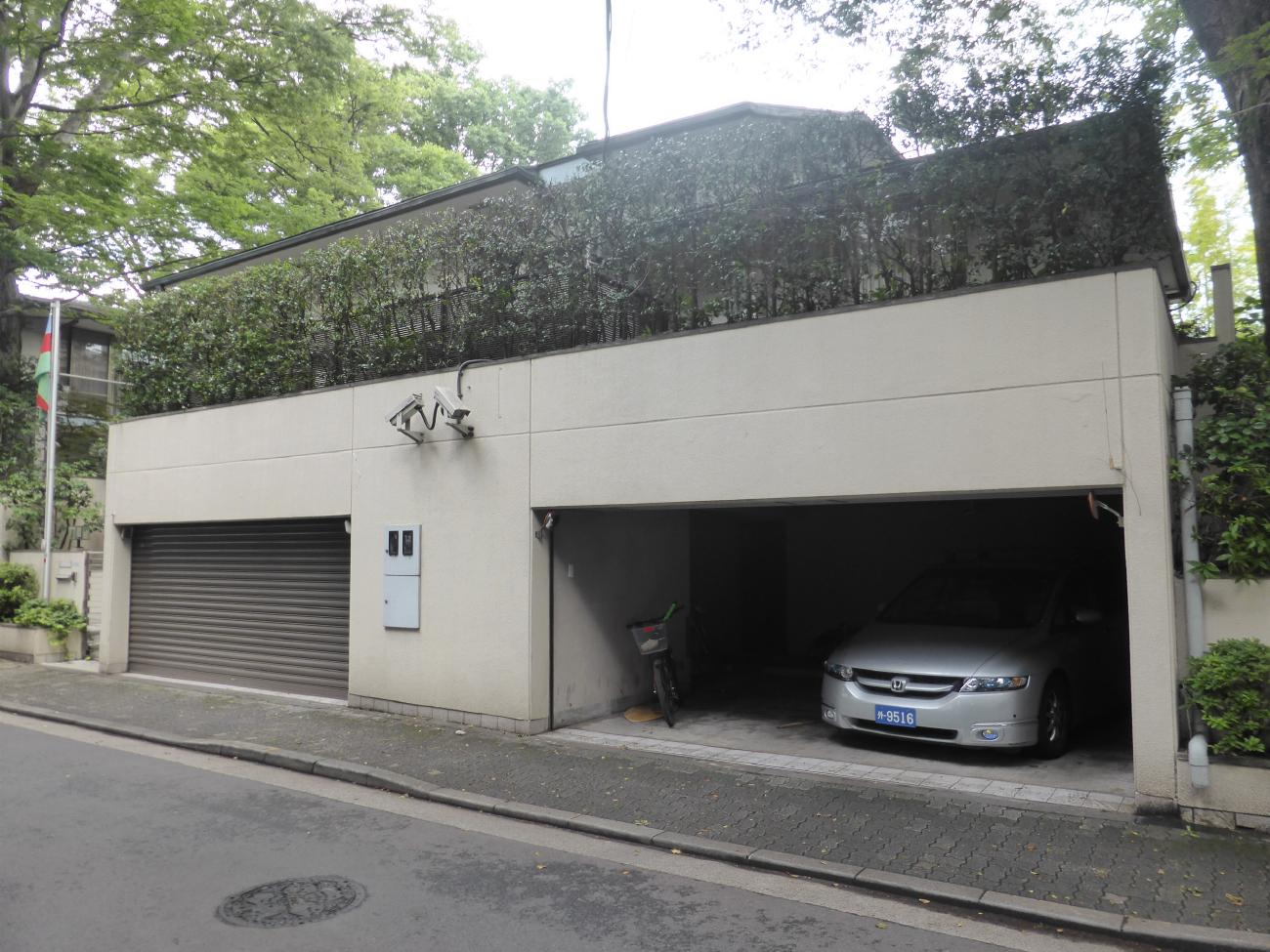
アゼルバイジャン大使館車庫

駐日アゼルバイジャン大使館（ちゅうにちアゼルバイジャンたいしかん、アゼルバイジャン語: Azərbaycanın Yaponiya səfirliyi、英語: Embassy of Azerbaijan in Japan）は、東京都目黒区東が丘一丁目にあるアゼルバイジャンの大使館。

## 概要
- 1991年12月28日: 日本がアゼルバイジャンの独立を承認[2]
- 1992年9月7日: 日本とアゼルバイジャンの間で外交関係が開設される[2]
- 2000年1月21日: 在アゼルバイジャン日本国大使館が開設される[2]
- 2005年10月12日: 駐日アゼルバイジャン大使館が開設される[2]

## 住所
- 住所：東京都目黒区東が丘一丁目19-15
- アクセス：東急田園都市線駒沢大学駅東口、もしくは恵比寿駅から東急バス・恵32で東根小学校下車

## 大使
2020年7月8日より、ギュルセル・イスマイルザーデが特命全権大使を務めている。